# Торский район
Торский район (баш. Тор районы) — упразднённая административно-территориальная единица в БАССР в 1930—1932 гг. Площадь — 2022 км². Районный центр — с. Воскресенское, с 15 окт. 1930 — с. Верхотор.

## География
Граничил с Петровским районом на северо-востоке, Мелеузовским на юге, Стерлитамакским на северо-западе. В районе было 18 сельских советов, 105 сельских населённых пунктов.

## Население
Население — 45,3 тыс. чел. (1930), преобладали русские

## История
Образован 20 авг. 1930 как Верхоторский район из волостей Стерлитамакского кантона, с 15 окт. 1930 — Торский район. Упразднен 20 февраля 1932, земли вошли в состав Мелеузовского и Петровского районов.

## Экономика
Основу экономики составляло с. х-во, специализировавшееся на разведении КРС мясо-молочного направления, выращивании зерновых культур, кормовых культур, подсолнечника. Юыло развито садоводство, рыболовство, пчеловодство. Зафиксированы колхоз, мебельная фабрика, 34 общеобразовательных школы, центральная районная больница, 5 медпунктов, 3 избы-читальни.